# Svojšínská lípa
Svojšínská lípa v obci Svojšín západně od Stříbra. Lípa malolistá (Tilia cordata) roste v zanedbaném zámeckém parku, obvod jejího kmene měří 370 cm a koruna stromu dosahuje do výšky 20 m (měření 2003). Strom je chráněn od roku 2003 pro svůj vzrůst a věk.

## Stromy v okolí
- Lípy u kašny na návsi
- Lípy u kapličky sv. Mikuláše